# Bulla (Felix)
Bulla, wohl in Anspielung auf Lucius Cornelius Sulla Felix auch Felix genannt, war ein Anführer von Aufständischen bzw. Räubern am Beginn des dritten Jahrhunderts (wahrscheinlich 205 bis 207 n. Chr.) unter Septimius Severus, der mit 600 Leuten plündernd durch Italien zog. Sie überfielen Reisende und nahmen einen Teil ihres Besitzes, um sie danach wieder freizulassen. Handwerker wurden oftmals länger festgehalten, damit sie für Bulla Arbeiten verrichteten. In seiner Gefolgschaft sollen sich auch Freigelassene befunden haben. Bei Cassius Dio, der die Ereignisse überliefert, finden sich auch zwei Zitate von Bulla. Zu einem Zenturio soll er gesagt haben: „Gib deinen Sklaven Essen, und sie werden nicht zu Räubern.“ Dem Präfekten Papinian antwortete er auf die Frage: „Warum wurdest Du Räuber?“ „Warum wurdest du Präfekt?“ Bulla wurde schließlich gefangen genommen und den Tieren vorgeworfen.

## Quelle
- Cassius Dio 77, 10 (englische Übersetzung, weitere englische Übersetzung)